# Plinia cauliflora
Plinia cauliflora är en myrtenväxtart som först beskrevs av Carl Friedrich Philipp von Martius, och fick sitt nu gällande namn av Eberhard Max Leopold Kausel. Plinia cauliflora ingår i släktet Plinia och familjen myrtenväxter. Inga underarter finns listade i Catalogue of Life.

## Bildgalleri

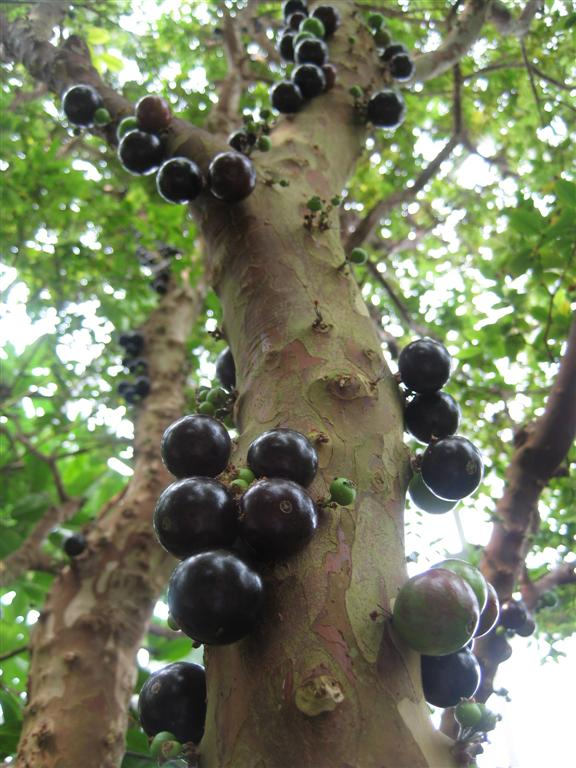
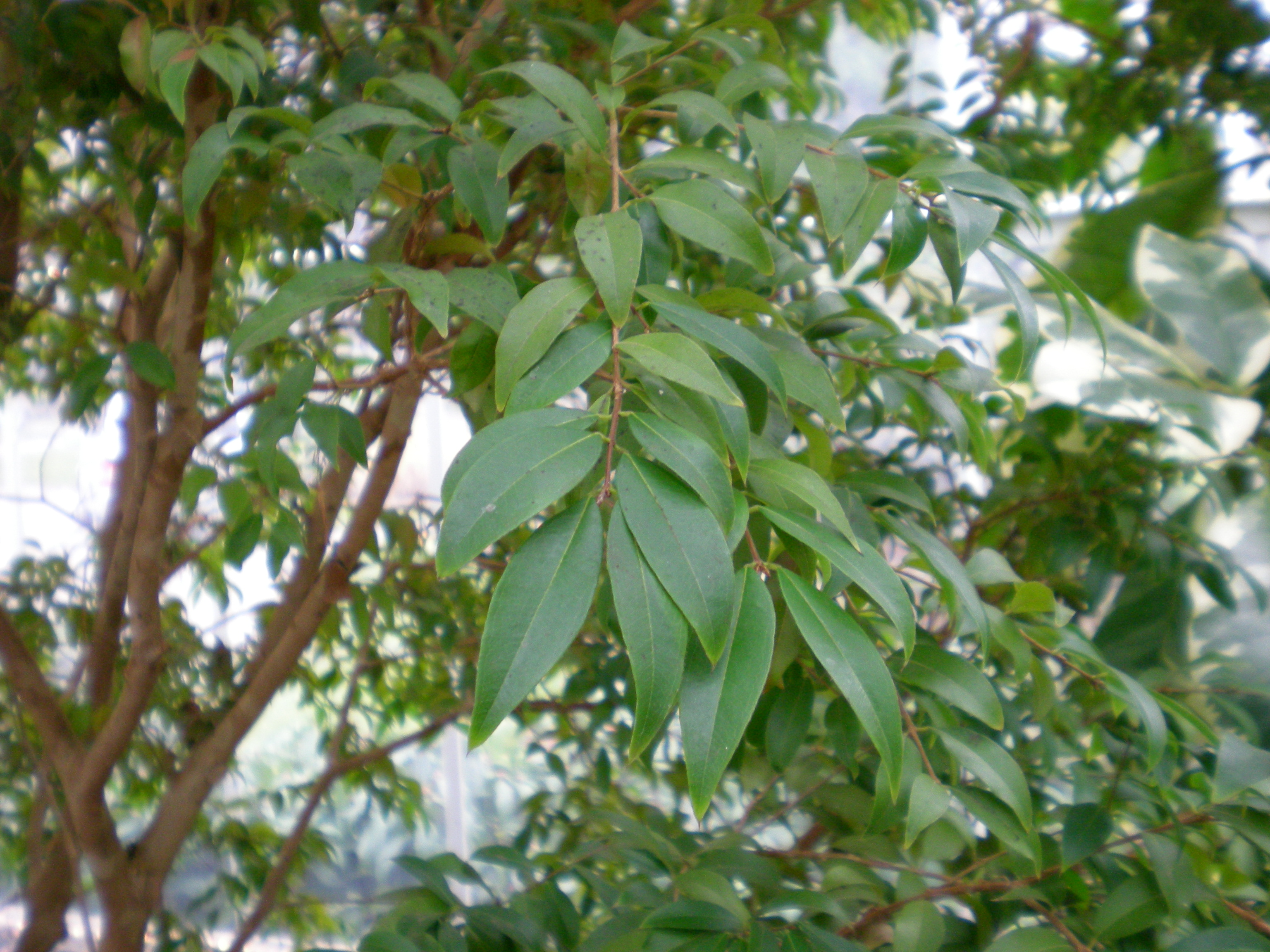
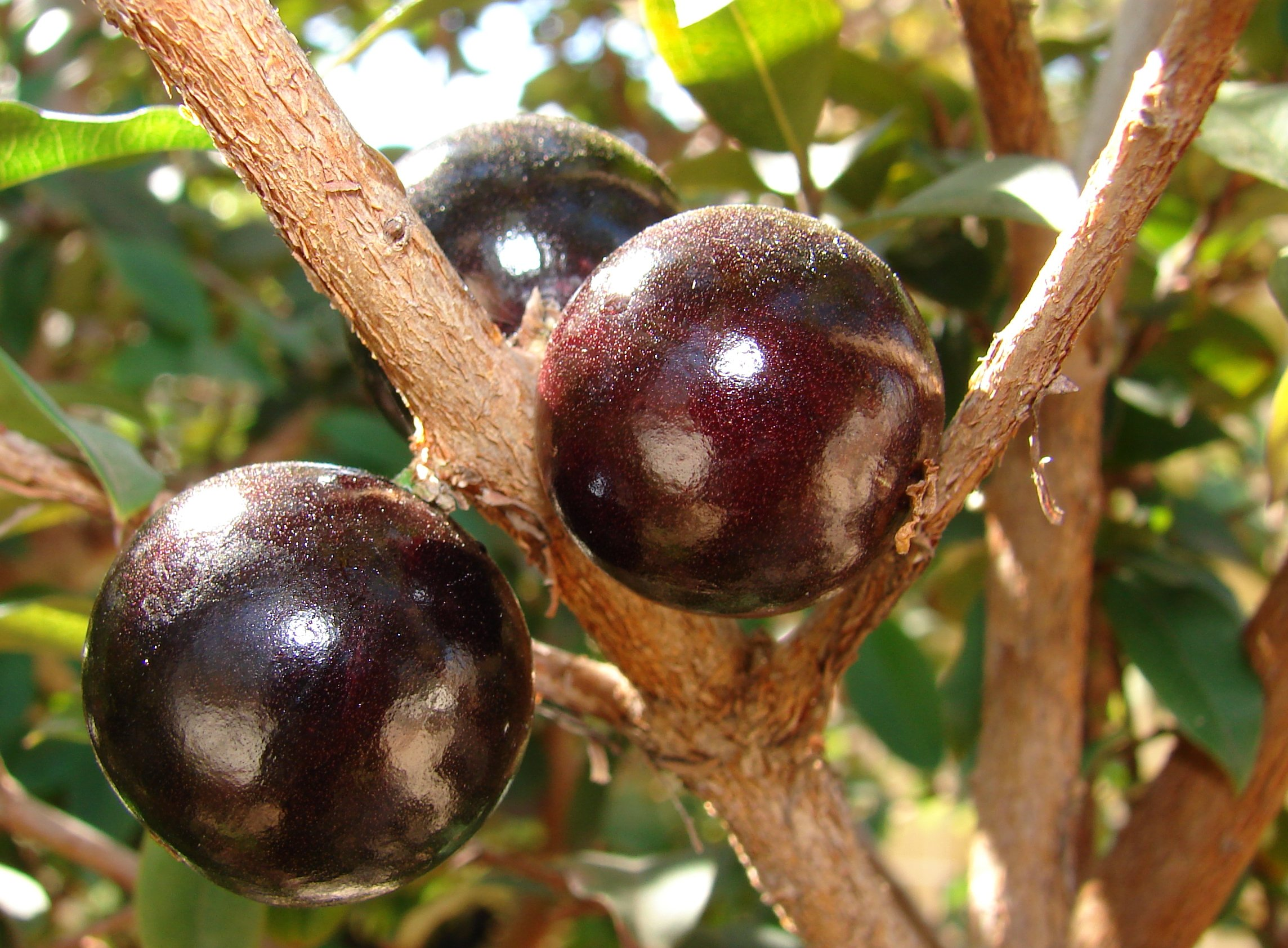
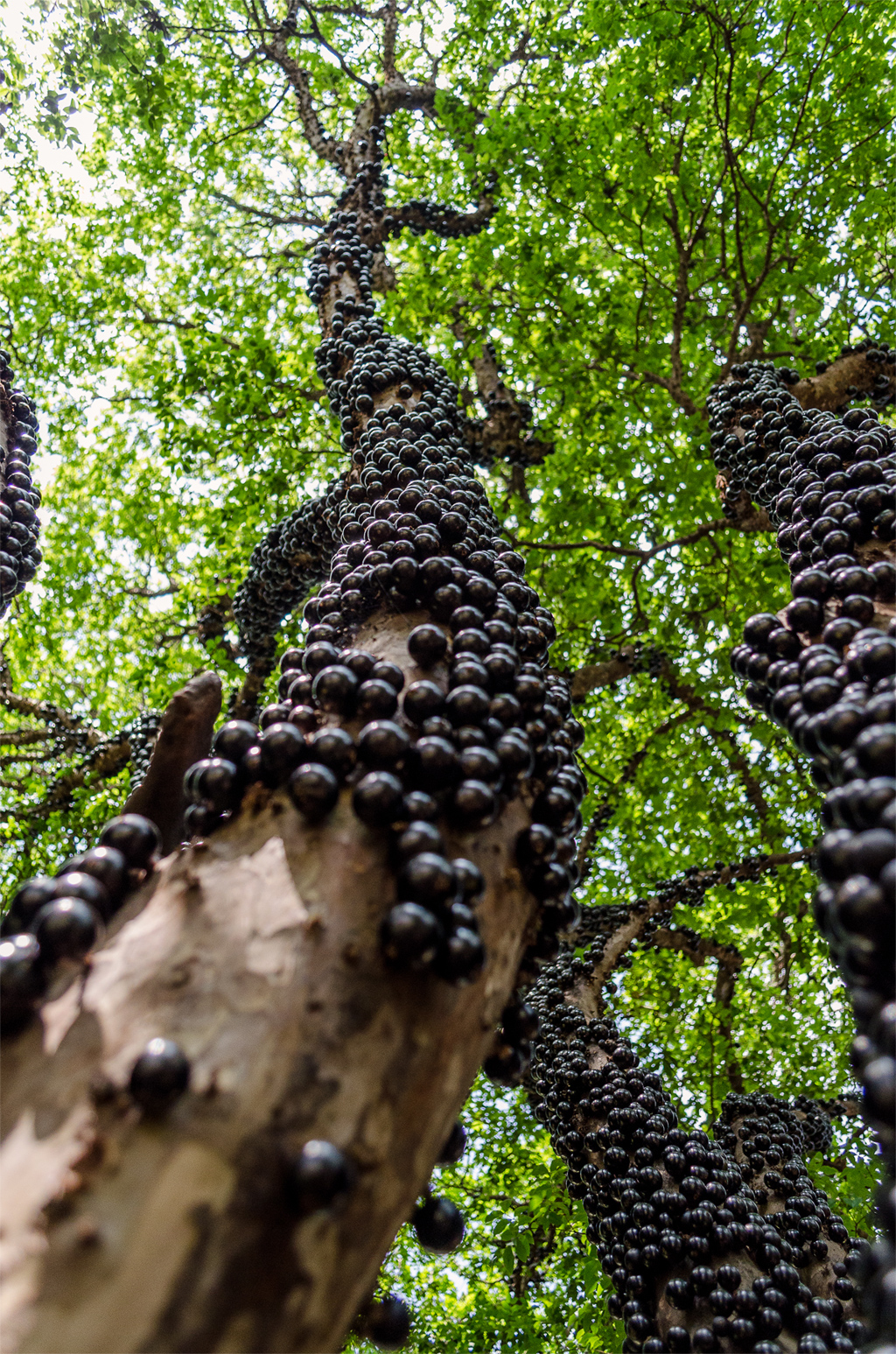
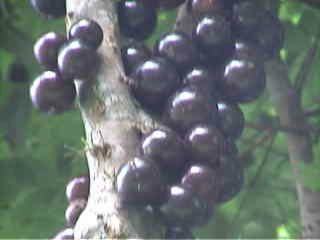
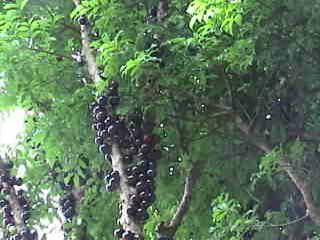